# Polynesisk havslöpare
Polynesisk havslöpare (Nesofregetta fuliginosa) är en utrotningshotad fågel i familjen havslöpare inom ordningen stormfåglar. Den förekommer i tropiska delar av Stilla havet.

## Utseende
Denna art är en stor stormsvala (25 centimeter) med breda och runda vingar samt kluven stjärt. Fågeln uppträder i flera morfer. Den vanligaste har brunsvart huvud, nacke, mantel, stjärt och ovansidan av vingen men med vit övergump och ett vitt band på större täckarna. Undersidan är vit förutom ett brunaktigt bröstband. Undersidan av vingen är vit på undre vingtäckarna, i övrigt mörk. Ovanligare mörka morfen är helt sotbrun, medan den intermediära har svart fläckning på den vita undersidan.

## Utbredning och systematik
Fågeln placeras som enda art i släktet Nesofregetta. Den förekommer i tropiska centrala och västra Stilla havet. Häckning har konstaterats i Lineöarna och Phoenixöarna i Kiribati, i Austral-, Sällskaps-, Gambier- och Marquesasöarna i Franska Polynesien, på Nya Kaledonien, öarna Sala y Gomez tillhörande Chile och i Banks Islands. Tidigare har den även förekommit i Vanuatu, Samoa och Fiji.

### Familjetillhörighet
Traditionellt behandlades havslöparna som en del av familjen stormsvalor (Hydrobatidae) som en och samma familj. Genetiska studier visar dock att de inte är nära släkt, sannolikt inte ens systerfamiljer.

## Levnadssätt
Polynesisk havslöpare häckar vanligen i lösa kolonier året runt. Botunnlar grävs ofta ut i sand och kan vara mycket fragila, men bona placeras vanligare under vegetation eller i klippskrevor. Fågeln livnär sig på fisk, bläckfisk och kräftdjur.

## Status och hot
Polynesisk havslöpare har en mycket liten och fragmenterad världspopulation. Den tros idag bestå av endast mellan 1000 och 1600 häckande individer, men eftersom vissa av populationsstudierna härrör från mitten av 1990-talet är det möjligt att beståndet är än mindre. Den minskar dessutom i antal, mestadels på grund av predation från invasiva arter. Internationella naturvårdsunionen IUCN kategoriserar därför arten som starkt hotad.

## Namn
Tidigare var artens officiella svenska trivialnamn polynesisk stormsvala, men 2024 valde Birdlife Sveriges taxonomikommitté att justera namnet från stormsvala till havslöpare för att betona att de ej är närbesläktade med stormsvalorna i Hydrobatidae. Likaså har familjenamnet för Oceanitidae ändrats från sydstormsvalor till just havslöpare. Arten har på svenska även kallats vitstrupig stormsvala.